# Pseudopirnodus madegassus
Pseudopirnodus madegassus är en kvalsterart som beskrevs av Sandór Mahunka 1996. Pseudopirnodus madegassus ingår i släktet Pseudopirnodus och familjen Oripodidae. Inga underarter finns listade i Catalogue of Life.